# Mainstage (software)
MainStage è un'applicazione musicale progettata per l'uso nelle esibizioni dal vivo, sviluppata da Apple Inc.

## Caratteristiche
MainStage potrebbe essere pensata come un'app complementare a Logic Pro. Funziona più o meno allo stesso modo e ha un'interfaccia utente simile. L'attenzione, tuttavia, è sull'uso dal vivo anziché su funzionalità come la registrazione e l'editing che sono disponibili in un software DAW come Logic. Invece di una sequenza temporale, ad esempio, esiste uno "spazio di lavoro" modificabile. Ciò consente a un utente di trascinare un oggetto che rappresenta un controller hardware come una tastiera, un pulsante, una manopola o un fader, definirne il comportamento e assegnarlo a un parametro come volume, pan o elementi ancora più complessi. Questi parametri possono essere manipolati durante l'esecuzione dal vivo.
MainStage viene fornito con una serie di strumenti software campionati (come pianoforti, chitarre, kit batterie e pad) ed effetti. Questi strumenti possono essere riprodotti utilizzando un file MIDI preregistrato o tramite un dispositivo controller che utilizza il protocollo MIDI, come una tastiera o un drum pad. Può anche fungere da "host" e centralizzare eventuali strumenti virtuali o unità audio di terze parti che gli utenti potrebbero aver installato sui propri computer. Gli strumenti virtuali che possono essere utilizzati con MainStage possono essere utilizzati anche con Logic Pro.
Un concerto MainStage può visualizzare un elenco di patch create da un utente per quel concerto. Ogni patch rappresenta una scena che raccoglie le configurazioni e assegnazioni strumenti applicate agli oggetti software presenti nello spazio lavoro. Una patch, ad esempio, può limitarsi al semplice cambio di un banco suoni assegnato ad una tastiera oppure riassegnare contemporaneamente più strumenti, parametri, effetti e persino cambiare le impostazioni di progetto come il tempo.
Altre caratteristiche includono:
- Registrazione di qualsiasi segnale audio in transito.
- Elaborazione multieffetto per ingressi esterni (ad es. una chitarra o un microfono/voce).
- Riproduzione di tracce di accompagnamento preregistrate.
- Trasformazione MIDI tramite plug-in MIDI FX, routing tramite channel strip di strumenti esterni e manipolazione MIDI tramite linguaggio Javascript.

## Cronologia delle versioni
La prima versione di MainStage è stata introdotta il 12 settembre 2007, insieme a Logic Studio.
La seconda versione, MainStage 2, è stata rilasciata il 23 luglio 2009, insieme alle versioni aggiornate di molte altre applicazioni nel pacchetto Logic Studio. La versione 2.1 rilasciata nel gennaio 2010, ha introdotto una modalità a 64 bit. Dalla versione 2.2, gli aggiornamenti sono disponibili solo dal Mac App Store .
MainStage 3 è stato rilasciato insieme a Logic Pro X il 16 luglio 2013 come aggiornamento a pagamento ed è disponibile solo come download dal Mac App Store. È disponibile un'app complementare per iPad gratuita progettata per l'uso con Logic Pro X, MainStage 3 e GarageBand, che può fungere da controller hardware per vari parametri.
Con il rilascio della versione 3.5 il 12 novembre 2020, la compatibilità storica con OS X 10.9 o versioni successive è stata abbandonata a causa del nuovo requisito di supporto alle librerie Metal; MainStage è diventato disponibile solo per 10.15 o versioni successive. Con il rilascio della versione 3.6 il 14 marzo 2022, MainStage era disponibile solo per Big Sur e Monterey. A partire dalla versione 3.6.3, sono supportati solo Monterey (12.3 o successiva) e Ventura.